# Adoretus fairmairei
Adoretus fairmairei är en skalbaggsart som beskrevs av Brenske 1895. Adoretus fairmairei ingår i släktet Adoretus och familjen Rutelidae. Inga underarter finns listade i Catalogue of Life.